# Генічеськ
Гені́чеськ (крим. Eniçe, Ğeniç, Ceniçe, Єнічі) — місто на півдні України, районний центр Генічеського району Херсонської області. Розташоване на березі Утлюцького лиману та Генічеської протоки. Разом з Арабатською стрілкою є морським, кліматичним, частково грязьовим курортом.

## Назва
Походження назви «Генічеськ» пов'язують з кримськотатарським «дженічи» — тонкий, а зараз саме так називається протока, хвилі якої омивають міські пляжі.
Перша згадка про Генічеськ міститься в наказі Катерини II від 10 лютого 1784 р. Для мирних жителів першим заняттям стало рибальство, потім вже почали займатися землеробством і видобутком солі. Надалі Генічеськ розвивався біля моря як рибальське, портове та курортне місто.
Офіційна українська назва міста в першій половині XX століття — Генічеське.

## Географічне розташування
Генічеськ розташований на Причорноморській низовині у північно-західній частині узбережжя Азовського моря в місці злиття північного закінчення Арабатської стрілки з протокою Тонкою, яка сполучає Утлюцький лиман з Сивашем. Місцевість ця була заселена ще з часів сивої давнини. Легендарні амазонки, скіфи, сармати, арії, кімерійці, греки, татари — всі вони жили в цих краях у різні часи.

## Клімат
Місто знаходиться у перехідній між помірним та субтропічним кліматом степовій зоні, котра характеризується посушливим кліматом. Найтепліший місяць — липень з середньою температурою 23,6 °C (74,5 °F). Найхолодніший місяць — січень, з середньою температурою -2,5 °С (27,5 °F).
| Клімат Генічеська       | Клімат Генічеська | Клімат Генічеська | Клімат Генічеська | Клімат Генічеська | Клімат Генічеська | Клімат Генічеська | Клімат Генічеська | Клімат Генічеська | Клімат Генічеська | Клімат Генічеська | Клімат Генічеська | Клімат Генічеська | Клімат Генічеська |
| Показник                | Січ.              | Лют.              | Бер.              | Квіт.             | Трав.             | Черв.             | Лип.              | Серп.             | Вер.              | Жовт.             | Лист.             | Груд.             | Рік               |
| Абсолютний максимум, °C | 14,1              | 17                | 22,4              | 27,8              | 31,8              | 37,1              | 38,3              | 38,4              | 33,6              | 29,1              | 22,3              | 16,3              | 38,4              |
| Середній максимум, °C   | 0,5               | 0,9               | 5,2               | 12,7              | 19,9              | 25                | 28                | 27,1              | 21,9              | 14,9              | 8,3               | 3                 | 14                |
| Середня температура, °C | −2,5              | −2                | 1,8               | 8,9               | 16                | 20,8              | 23,6              | 22,6              | 17,3              | 11,2              | 5,1               | 0,3               | 10,4              |
| Середній мінімум, °C    | −5                | −4,7              | −0,8              | 5,4               | 11,7              | 15,7              | 18                | 17,3              | 12,5              | 7,5               | 2,5               | −2,1              | 6,6               |
| Абсолютний мінімум, °C  | −30,3             | −28               | −18,4             | −9                | −2,2              | 0,2               | 8,4               | 6                 | −5,4              | −12,2             | −20,8             | −22,1             | −30,3             |
| Норма опадів, мм        | 34.7              | 30.8              | 30.7              | 30.1              | 35.1              | 40.6              | 35.7              | 27.9              | 27.4              | 25.6              | 32.9              | 36.1              | 387.7             |
| Вологість повітря, %    | 88.5              | 85.7              | 81.6              | 75.1              | 65.7              | 66.3              | 66.8              | 65.2              | 74.8              | 77.2              | 87.5              | 86.7              | 76.8              |
| ----------------------- | ----------------- | ----------------- | ----------------- | ----------------- | ----------------- | ----------------- | ----------------- | ----------------- | ----------------- | ----------------- | ----------------- | ----------------- | ----------------- |
| Джерело: Weatherbase    |                   |                   |                   |                   |                   |                   |                   |                   |                   |                   |                   |                   |                   |

У розпал літнього сезону вода в досить мілкому Азовському морі прогрівається до +28 °C, а в Сиваші до +42 °C.

## Історія

### Стародавній Генічеськ
У 440 до нашої ери на місці сьогоднішнього Генічеську прибув Геродот та записав легенду про те, що скіфи закопали у катакомбах золото. Це було і через те, що до місця сьогоднішнього Мелітополя (у той час там була столиця скіфів) прийшли головні вороги скіфів, перси. Царю скіфів прийшлось піти. А все своє багатство закопав у катакомбах які ведуть аж до Криму, але сьогодні ті катакомби вже обвалилися і їх треба розкопувати. Знаходяться смільчаки, які хочуть знайти то золото
Історія Генічеська приводить нас до назви поселення Саліне (Saline). Генуезькі купці в XIII—XV століттях фактично ділили владу в Криму з кримськими татарами, а в своїх морських подорожах користувалися картами, які називалися портоланами.
Міста-колонії Північного Приазов'я жили повнокровним життям вже в середині I тисячоліття до нашої ери. Окреслені на «Карті чорноморського узбережжя за Птолемеєм» перші грецькі поселення північно-західного узбережжя Азовського моря Акра і Лейа, розташовувалися по сусідству з сучасним Генічеськом, а Нова фортеця — на його території. Це підтверджується «Картою Криму», складеної в 1562 англійцем Антонієм Дженкінсоном і включеної в перший географічний атлас «Видовище світу земного» фламандського географа і картографа Абрагама Ортелія (Бельгія, 1590).

### Кримське ханство
Упродовж багатьох років місцеві краєзнавці шукають в Генічеську залишки кримськотатарської або турецької фортеці. Їм вдалося підтвердити існування тут військового укріплення часів Кримського ханства.
Знаменитий турецький мандрівник Евлія Челебі виділив фортеці Генічеська у своїй книзі цілий розділ під назвою «Похвала прекрасного замку Ченішке», присвячену побудованому кримським ханом у 1640 на північній частині Арабатської стрілки укріплені спорудження з дощаним дахом і металевими воротами. У різних місцях він називає фортецю вежею. Логічно припустити, що і «замок Ченішке» (перекладено як «Генічеськ») був фортецею-вежею.
На військовій карті 1772 року у районі Генічі стоїть знак батареї. Шанси на той час російські війська зруйнували через непотрібність: частина армії князя В. М. Долгорукова влітку 1771 прорвалася на півострів, зайняла Кафу (Феодосію) і звільнила від турецьких військ всі прилеглі території. Хоча військові дії після цього велися ще довго, татаро-турецька символіка на карті відсутня, що відображає справжнє співвідношення російських та турецьких сил у 1772 році. Арабат та інші стратегічні пункти Таврії (Геничеськ у тому числі) були під контролем Російської імперії.
Військова карта 1738 ілюструє похід армії Ласі в 1737. Півострів на ній буквально усипаний символами кримськотатарських чи турецьких фортець — вежами з півмісяцями. Але Генічі («Geniczi») вже позначений як місце дислокації російського гарнізону (стилізований щит і зірки).
Ім'я «Генічеськ» за змістом ближче всього до тюркського вислову «тонка вода». Якщо ця близькість надалі не буде спростована, дату заснування міста можна віднести до часу не пізніше 1640 року, коли була побудована «вежа на гирлі тонких вод» (вона ж — «замок Ченішке», по-ногайських — «Дженіче», що означає «Новий тонкий»), позначена на комунікаційної карті 1685. На материковому березі протоки, безсумнівно, знаходилося однойменне з фортецею і протокою поселення, тобто Тонка вода. Це підтверджується картою Криму, виданої Я. Сандрартом у 1687. Генічі (Geniczi) військове укріплення розташовувалося тут із 1736. Генічеськ існує не 227 років, а щонайменше на півстоліття довше.
Значення Генічеська зростало у міру колонізації півдня України. Зусиллями багатьох поколінь знову ожив шлях із варягів у греки, на якому в числі багатьох інших стояло й містечко-фортеця Генічі (згодом Генічеськ і Усть-Азовське). У період російсько-турецьких воєн, тобто фактично до початку XX століття, Генічеськ залишався евакуаційним, продовольчим і оборонним пунктом Росії на Азовському узбережжі. У роки Кримської війни 1853—1856 років він успішно протистояв просуванню ворожих військ на материк.

### Генічеськ XIX—XX століття

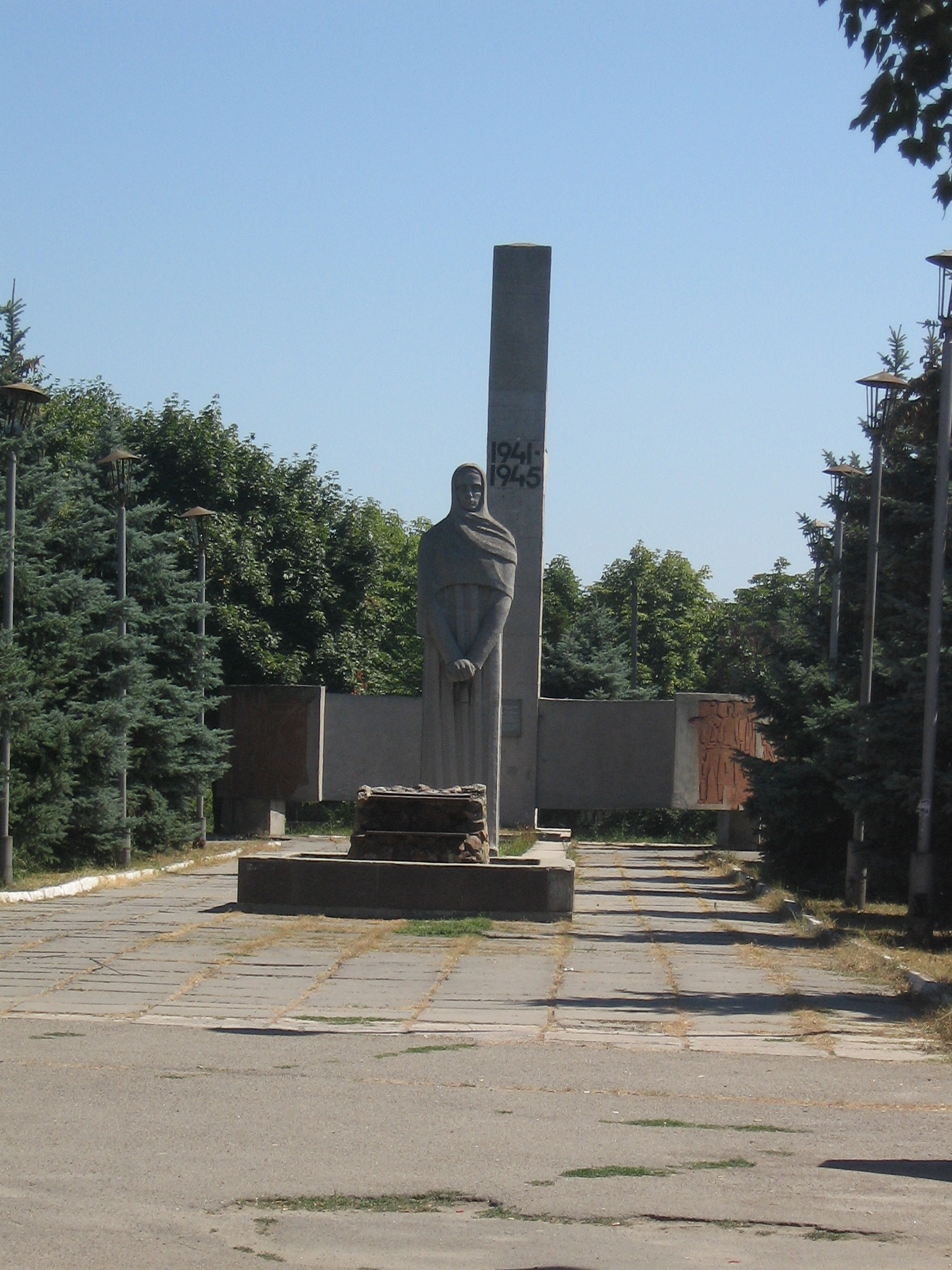
Пам'ятник загиблим воїнам у Другій світовій війні

На рубежі XIX—XX століть казенне село, селище, містечко (з 1837) та місто (з 1903) Генічеськ Мелітопольського повіту Таврійської губернії славився рибо-, соле- і хліботоргівлею. У його околицях, в основному на півострові Чонгар, вирощувалася знаменита пшениця «арнаутка». Зерно йшло на експорт. У порту швартувалися судна з Англії, Франції, інших країн.
У 1897 в Генічеську проживало 2816 євреїв (34,9 % населення), в 1910 — 4786 (36,9 %), в 1914 — 4874 єврея і 42 караїми, в 1923—1841 єврей, в 1926—1926 євреїв.
24 лютого 2022 року в місті пролунали вибухи. Того ж дня російські війська увійшли та окупували місто Генічеськ. Всі державні структури «перейшли під контроль загарбників». Російська військова техніка стояла у Генічеську, а також на околицях були створені блокпости з російськими військами. Росіяни проводили перевірку виїжджаючих на приналежність до Збройних сил України.

### Загинули внаслідок російського вторгнення в Україну
24 лютого 2022 року в місті загинув матрос Віталій Скакун, який разом з собою підірвав Генічеський автомобільний міст, щоб російська колона воєнної техніки не прорвалась на територію України. Посмертно отримав звання Героя України 26 лютого 2022 року.
24 лютого 2022 року також загинув під час бою у місті Денис Прилуцький.

## Населення
| 1897     | 1926     | 1939     | 1959     | 1970     | 1979     | 1989     |
| -------- | -------- | -------- | -------- | -------- | -------- | -------- |
| -        | 9931     | ▲ 16 027 | ▼ 14 420 | ▲ 20 031 | ▲ 21 990 | ▲ 23 289 |
| 2001     | 2003     | 2004     | 2005     | 2006     | 2007     | 2008     |
| ▼ 21 793 | ▼ 21 510 | ▼ 21 270 | ▼ 21 071 | ▼ 20 890 | ▼ 20 740 | ▼ 20 616 |
| 2009     | 2010     | 2011     | 2012     | 2013     | 2014     | 2015     |
| ▼ 20 520 | ▬ 20 520 | ▬ 20 487 | ▬ 20 466 | ▼ 20 353 | ▼ 20 132 | ▼ 20 049 |
| 2016     | 2017     | 2018     | 2019     | 2020     | 2021     | 2022     |
| ▼ 19 983 | ▼ 19 869 | ▼ 19 670 | ▼ 19 501 | ▼ 19 424 | ▼ 19 253 | ▼ 18 889 |

### Національний склад
Розподіл населення за національністю за даними перепису 2001 року:
| Національність    | Відсоток |
| ----------------- | -------- |
| українці          | 69,5 %   |
| росіяни           | 26,12 %  |
| кримські татари   | 1,47 %   |
| білоруси          | 0,49 %   |
| вірмени           | 0,29 %   |
| молдовани         | 0,14 %   |
| євреї             | 0,11 %   |
| інші / не вказали | 1,88 %   |

### Мова
Розподіл населення за рідною мовою за даними перепису 2001 року:
| Мова              | Кількість | Відсоток |
| ----------------- | --------- | -------- |
| російська         | 14919     | 68,96 %  |
| українська        | 6350      | 29,35 %  |
| кримськотатарська | 44        | 0,2 %    |
| вірменська        | 30        | 0,14 %   |
| румунська         | 10        | 0,05 %   |
| білоруська        | 8         | 0,04 %   |
| інші/не вказали   | 272       | 1,26 %   |
| Всього            | 21633     | 100 %    |

| православ'я | іслам | католицизм |
| ----------- | ----- | ---------- |
| 68 %        | 3 %   | 2,5        |

## Адміністративний поділ
Генічеськ розташований у південно-східній частині Херсонської області. Межує з Мелітопольським районом Запорізької області, Каховським районом Херсонської області та Джанкойським і Білогірським районами Автономної Республіки Крим.

## Економіка
Генічеськ живе, в основному, за рахунок рибальства, харчової промисловості, сфери обслуговування, курортного бізнесу і має хороші перспективи для становлення економічно і соціально розвиненим містом України.

### Промисловість
Місто розташоване на узбережжі Азовського моря, лідера СРСР з рибальства. На даний момент рибне господарство лежить в руїнах, після розвалу СРСР цього так ніхто і не відновив, попри те, що міститься поблизу президентської резиденції (Бирючий острів). У Генічеську вже існує рибний завод, але його продукція не найкраща. При створенні повного циклу рибообробки (розведення/видобуток, обробка, фасування) можна отримати величезний прибуток, з урахуванням довколишнього залізничного вузла (Новоолексіївка).
Ріст обсягів харчової промислової продукції передбачається за рахунок виробництва хлібобулочних та кондитерських виробів (відповідно +1,8 % та 7,5 % у натуральному вигляді) — на підприємствах ТОВ «Дніпро», а також іншими приватними суб'єктами господарювання району, консервів овочевих (+5,9 %), води мінеральної та квасу (відповідно +4,2 % та 11,1 %), олії (+25 %) — на фабриці ТОВ «Агрофірма ім. Шевченка», риби мороженої (+3,4 %) — у риболовецькому колгоспі «Ревхвиля».
Наступним цікавим і не менш перспективною справою є виноробство. Генічеськ має ідеальний клімат для вирощування виноградників та їх використання. В радянські часи винний завод існував, даючи непогане вино, роботу і відповідно прибуток державі, але після розвалу СРСР винний завод прийшов у занепад, зараз залізниця, підведена до колишнього заводу розібрана, сам завод іржавіє і чекає години зносу. Але для заняття виноробством потрібні багато виноградників. Ліве узбережжя Арабатської стрілки рясніє корінням колишніх виноградних садів, зараз кожен рік їх палять, щоб не допустити їх поширення.
Розвиток туристичного бізнесу. Перебуваючи біля основи найдовшої піщаної коси Європи, на якій до того ж розташовані три унікальних цілющих джерела та історична спадщина буйної історії цього регіону, перспектива туристичного бізнесу здається очевидною. Сам Генічеськ стоїть на недосліджених досі катакомбах турків, які за чутками заповнені золотом в основі. В центрі ж Генічеська є історично не відреставровані будівлі. При реставрації центру міста в колишньому історичному стилі, створення шопінг-точок, кафетеріїв і просто парків дане місто може посперечатися з більшістю курортних міст Криму, а можливо навіть Середземномор'я.
Великий економічний потенціал має Арабатська стрілка.

### Заробітна плата
Середньомісячна заробітна плата у районі протягом 2010 року постійно зростала. За очікуваними даними за 2010 рік вона зросла на 18,2 % порівняно з попереднім роком становить 1585 грн., що перевищує розмір мінімального прожиткового рівня на одну працездатну особу у 1,8 рази.

### Туризм
Екологічно чиста місцевість, місцеві фрукти і овочі, цілющі властивості моря, сонця, повітря привертають в Генічеськ десятки тисяч людей з України і країн СНД (у літній час населення як мінімум потроюється). Ціни на курортні послуги дуже різні, тому можуть задовольнити людей будь-якого достатку.
Уся західна частина Арабатської стрілки виходить на Азовське море і є прекрасним пляжем із пологим дрібно піщаним берегом. Глибина починає зростати лише з відстані 100 м від суші, тому це ідеальне місце відпочинку з дітьми. За рахунок того, що підводна частина тут неглибока, вода легко прогрівається до 28—30 градусів, дозволяючи приймати теплі морські ванни як дорослим, так і дітям.
Пляж обернений у відкрите море і дозволяє кататися на безпечних хвилях. У штиль вода тут настільки спокійна і прозора, що можна розглядати підводний світ, як акваріум — просто опустивши голову у воду або плаваючи в масці.
На Арабатській стрілці відкриті термальні (з температурою 55°-65°С) мінеральні води, насичені корисними біологічно активними речовинами, такими як йод, бром, кремнієва кислота. Вони використовуються для лікування захворювань опорно-рухового апарату, периферійної нервової системи й ін. Окрім цілющих термальних вод, Арабатська стрілка відома невичерпними запасами лікувальної грязі. Величезна кількість їх виявлена в озерах Сальково, Генічеське і в протоці Кручене гирло, розташованому поряд з турбазою «Генічеськ». Ще одним потужним лікувальним чинником є ропа (сольовий розчин) озер і заток, розташованих по всій стрілці.

## Інфраструктура
У Генічеську існує велика районна лікарня.

### Транспорт

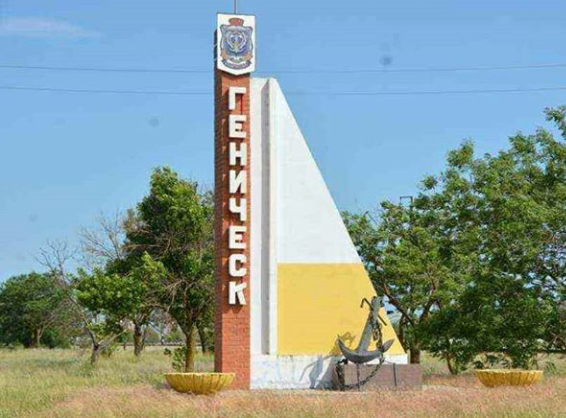
Знак на в'їзді в місто

Місто Генічеськ мало до російського вторгнення в Україну автобусне сполучення із Херсоном, Запоріжжям, Дніпром й населенними пунктами сусідніх районів.
Пасажирські перевезення у районі здійснюють два автопідприємства приватної форми власності: ТОВ «Югтранс», якому належить близько 95 % перевезень у районі, та ПП Монастирьов. ТОВ «Югтранс» забезпечує пасажирське сполучення за 21 напрямками у районі, на яких функціонує 60 рейсів. Крім того, ним здійснюється перевезення на 5 внутрішньоміських маршрутах. Підприємство має автопарк, що відповідає сучасним вимогам і становить 46 автобусів. У районі проведена робота щодо формування ділянок автомобільних доріг загального користування, які потребують капітального ремонту. Відповідно до переліку автошляхів це близько 67 км дорожнього покриття.

#### Морський порт

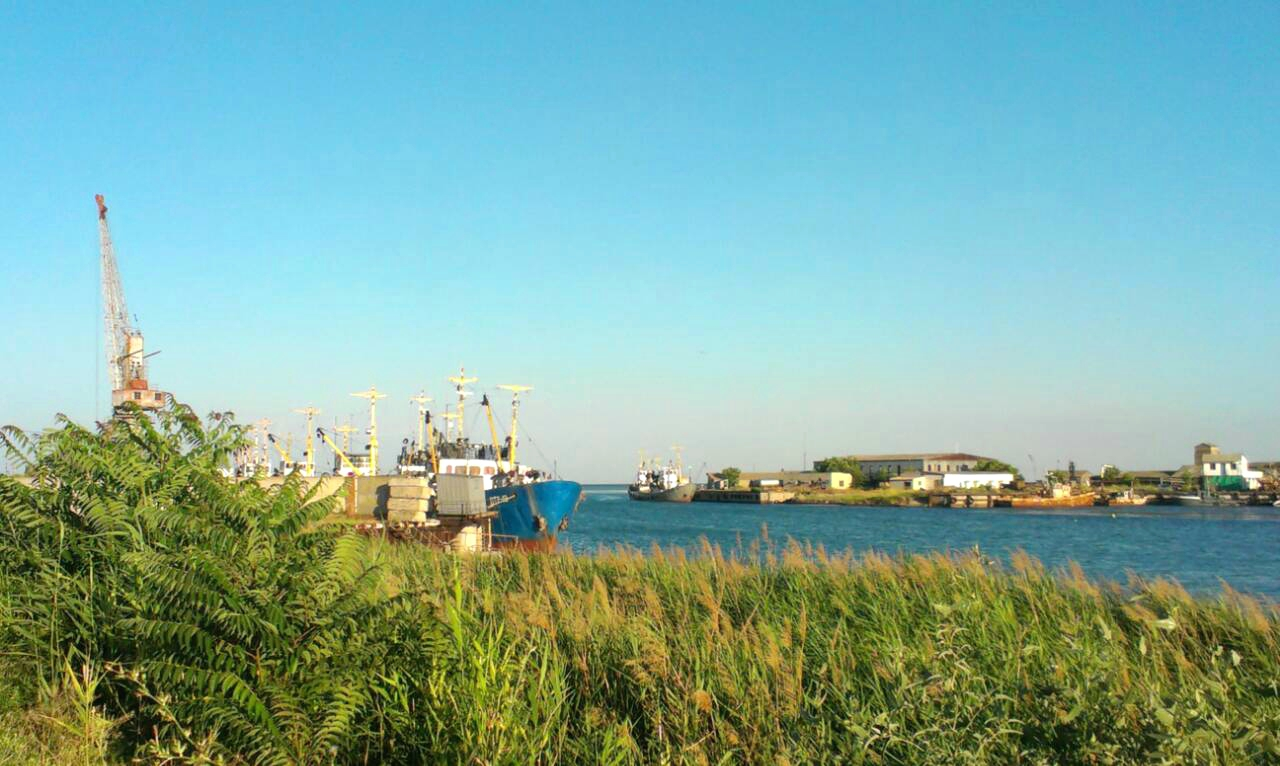
Генічеський морський торговельний порт

До 8 червня 2001 року Генічеський морський порт існував у складі Скадовського морського торговельного порту. Після цієї дати він був виведений з підпорядкування Скадовська і став самостійним ДП «Генічеський морський торговельний порт».
26 липня 2006 року його було приєднано до Бердянського МТП.

#### Залізниця

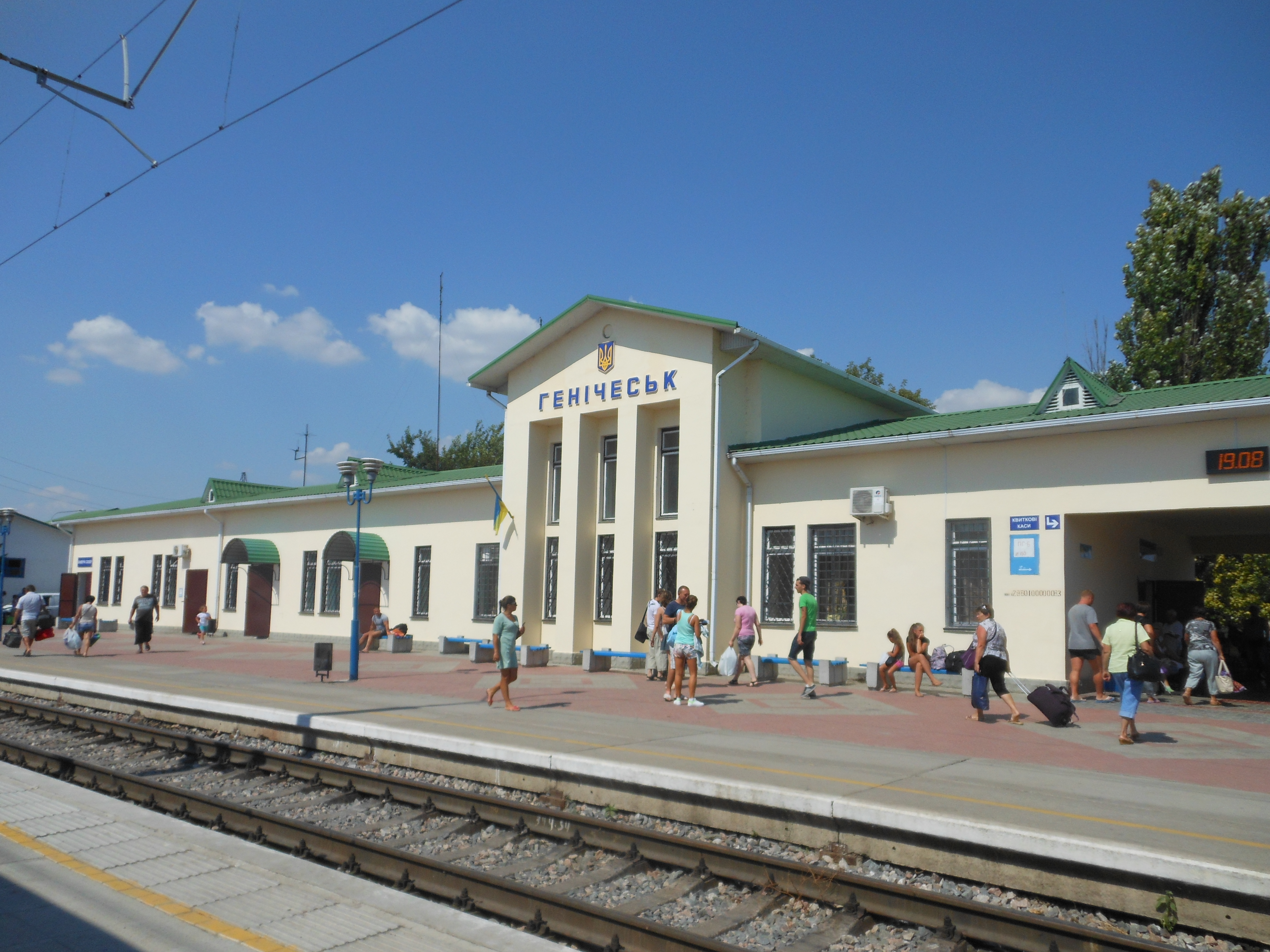
Залізнична станція

У Генічеську діє однойменна залізнична станція, через яку має під час курортного сезону мало пасажирське сполучення з багатьма містами України, а також курсували приміські електропоїзди.

## Засоби масової інформації

### Інтернет-видання
- Генічеськ.City — міське інтернет-видання, запущене у серпні 2019 року колективом  ТОВ "Редакція газети «ВІСНИК ПРИАЗОВ'Я» та Агенцією розвитку локальних медіа «Або»[23]. З початком повномасштабного російського вторгнення в Україну продовжує щоденне оновлення сайту.
- Район.Генічеськ — сайт національної мережі гіперокальних медіа Район.in.ua. Працює для жителів міста Генічеськ та Генічеського району. Медіа запрацювало у травні 2023 року. Місія видання – сприяти розвитку громади, забезпечуючи аудиторію якісною та перевіреною інформацією та протидіючи російській пропаганді та дезінформації.[24]

### FM-радіостанції
Через окупацію міста мовлення всеукраїнських та регіональних радіостанцій припинено.
| №п/п | Частота, МГц | Назва                  | Потужність, кВт | Адреса вежі           | Передавач |
| ---- | ------------ | ---------------------- | --------------- | --------------------- | --------- |
| 1    | 88.5         | Kiss FM                | 0.2             | вул. Центральна, 206  |           |
| 2    | 90.8         | Meydan FM              | 0.1             | вул. Свободи, 87-Б    | ХФКРРТ    |
| 3    | 91.6         | Хіт FM                 | 0.2             | вул. Центральна, 206  |           |
| 4    | 101.8        | Радіо Культура (план)  | 0.1             | вул. Центральна, 87-Б | ХФКРРТ    |
| 5    | 103.6        | Люкс FM                | 0.1             | вул. Центральна, 87-Б | ХФКРРТ    |
| 6    | 104.4        | DJ FM                  | 0.1             | вул. Центральна, 10   |           |
| 6    | 105.3        | Radio ROKS             | 0.25            | вул. Центральна, 206  |           |
| 7    | 106.8        | Радіо Байрактар (план) | 0.1             | вул. Центральна, 206  |           |
| 8    | 107.4        | Radio Relax            | 0.1             | вул. Центральна, 206  |           |

## Освіта та наука
Діюча мережа закладів освіти району забезпечує потреби населення в наданні освітніх послуг з дошкільної, загальної середньої, позашкільної освіти. На кінець 2009 року у районі функціонувало 24 загальноосвітні школи I—III ступеня, 1 гімназія, 3 загальноосвітні школи І ступеня, 1 вечірня школа, 1 міжшкільний навчально-виробничий комбінат, 4 позашкільні заклади, 28 дитячих дошкільних установ. Крім того, у районі діють Генічеська санаторна школа-інтернат, три професійно-технічні училища, Генічеське медичне училище, Генічеський факультет Херсонського національного технічного університету, які відносяться до освітніх установ обласного підпорядкування.
Навчальні заклади:
- Школа № 1
- Генічеський ліцей (колишня школа № 2, згодом гімназія)
- Школа № 3
- Школа № 4
- Санаторна загальноосвітня школа-інтернат
- Вечірня школа № 9 (колишня школа № 6)
- ВПУ № 17
- ПТУ № 27
- Медичне училище
- Факультет Херсонського національного технічного університету
- СЮТ (Станція юних техніків)
- СЮН (Станція юних натуралістів)
- Факультет Харківського національного університету міського господарства імені О. М. Бекетова
- Музична школа міста Генічеськ

## Культура

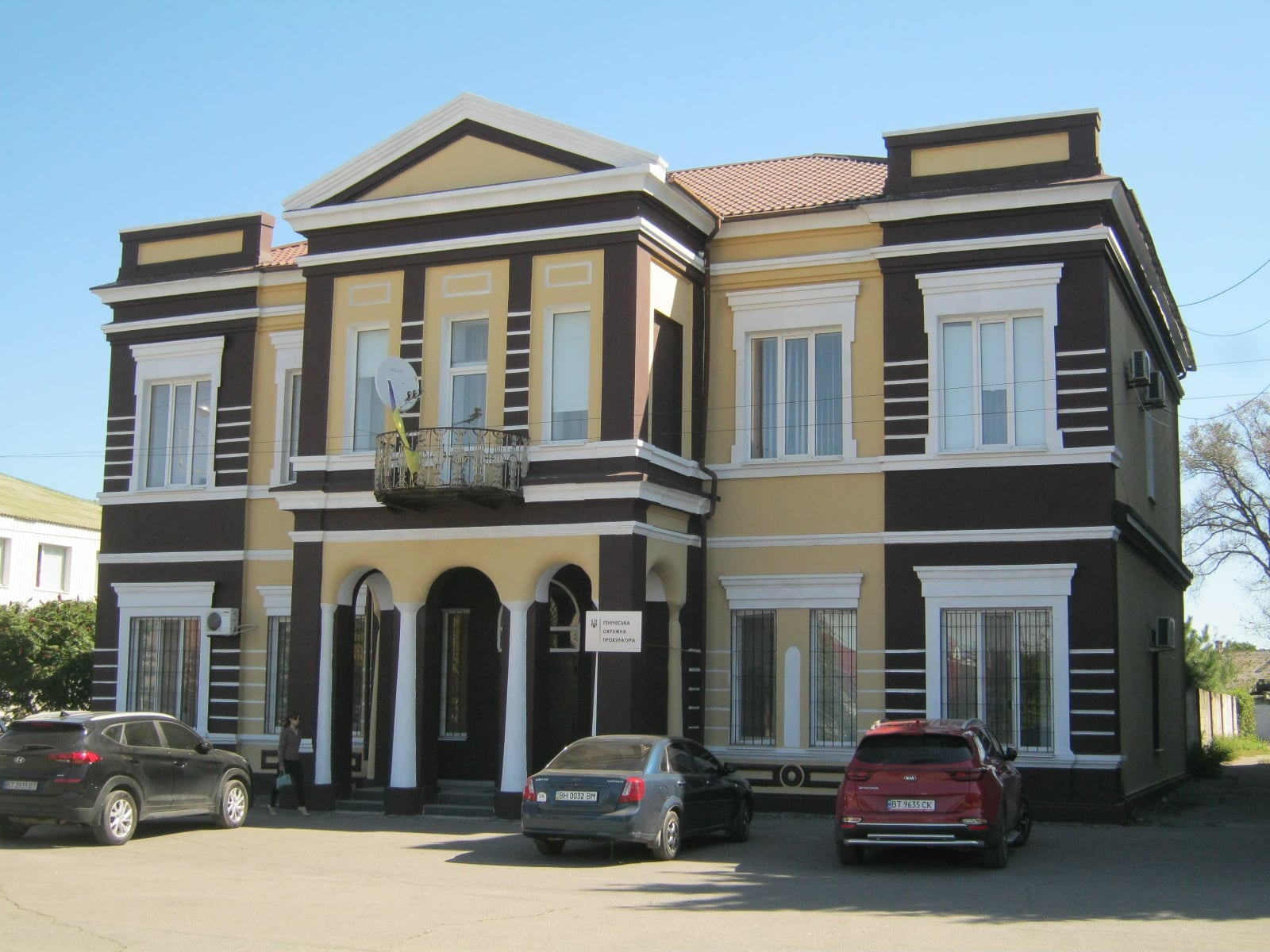
Будівля колишньої Міської думи Генічеська. Початок ХХ ст., добудова — середина ХХ ст.

Збережено мережу культурно-мистецьких закладів району. Реалізацію державної культурної політики в районі забезпечують: 25 клубних установ, у тому числі 15 сільських будинків культури, 9 сільських клубів, районний будинок культури, 24 бібліотеки, 3 пункти книговидачі (книжковий фонд становить 293 тис. примірників), 3 дитячі школи естетичного виховання та 2 їх філії, 1 краєзнавчий музей (10029 експонатів). У районі діють 138 колективів художньої самодіяльності, з них 92 дитячих, всього 1294 учасників, з них 885 дітей. 17 колективів мають звання «народний» та «зразковий».

### Музеї
У місті є Генічеський краєзнавчий музей, розташований за адресою: вул. Відродження, 1 (відкритий з 08:00 до 16:00, крім неділі).
Генічеський краєзнавчій музей має цікаву колекцію, присвячену історії виникнення міста Генічеська. У залі Природа краю є 2 діорамі: Азовська море й острів Бирючий. Серед унікальних експонатів: стріла сарматського періоду, кістки Південного слона (мамонта), античні амфори, картини народного художника Купріянова, архівні документи періоду фашистської окупації, предмети побуту, одяг, посуд XVIII—XIX століть.

## Архітектура та пам'ятки

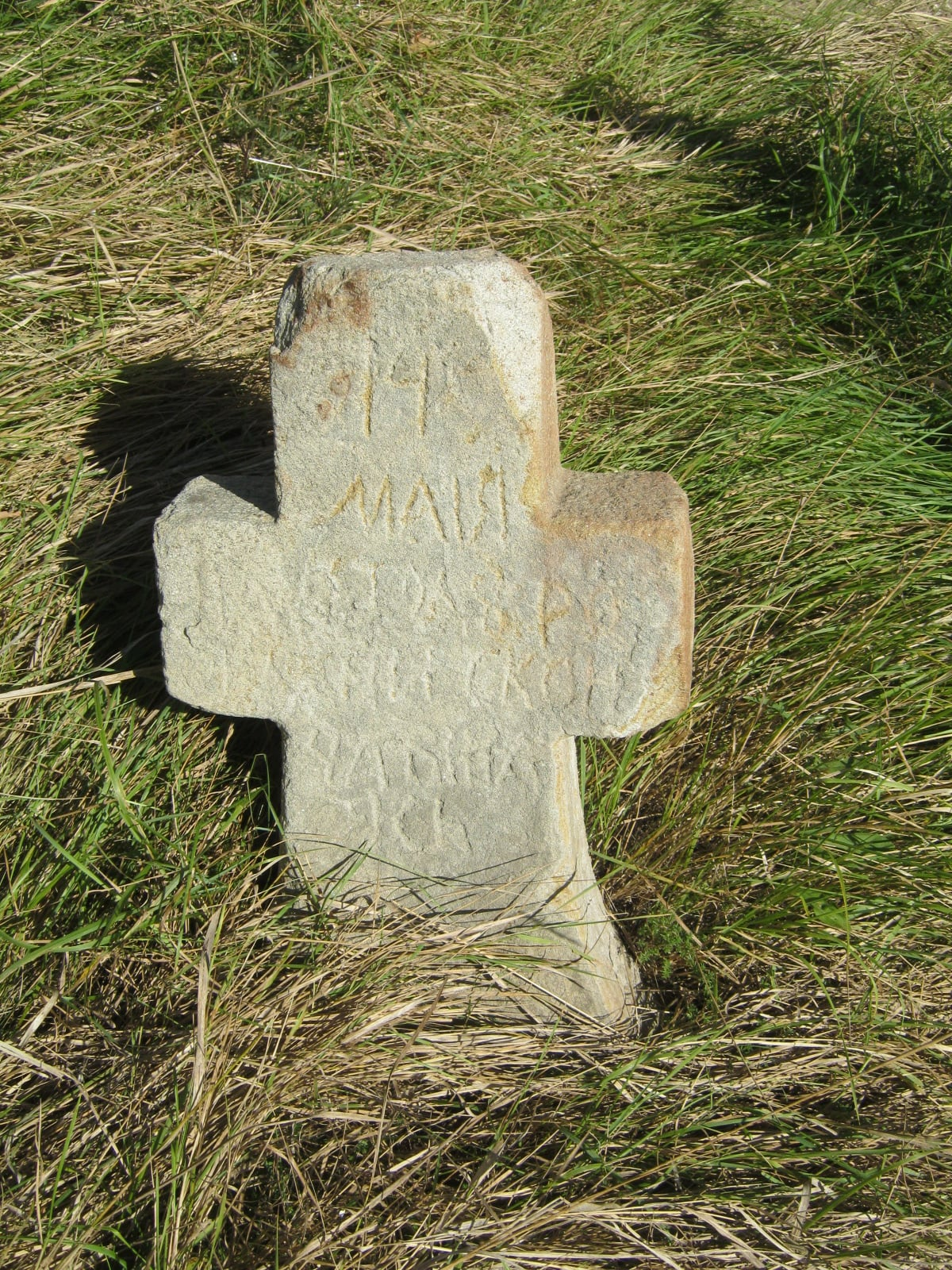
Козацький хрест 1810 року. Один з найстаріших надгробків Генічеського некрополя

Місто переважно забудоване одноповерховими будинками. Навіть у центрі, на проспекті Миру, повно одноповерхової забудови.
Відома архітектурна пам'ятка Генічеська — Арка Калімбета, збудована на початку XX століття місцевим купцем.
На території Генічеського медичного училища, розташованого в центрі міста, на проспекті Миру, є одна з найстаріших будівель міста — приміщення колишнього Петербурзького міжнародного комерційного банку.
У 1938 році Генічеський район і Махарадзевський район Грузинської РСР уклали договір про соціалістичне змагання між районами. Приїжджали делегати, обмінювалися досвідом. У 1968 році, з нагоди 30-річчя дружби двох районів, у центрі Генічеська, на перехресті проспекту Миру і названої на честь цієї події вулиці Махарадзе (нині — вул. Дружби Народів), встановили пам'ятник на честь дружби Генічеська та Озургеті. Поруч на бібліотеці до цього часу збереглася меморіальна табличка, яка нагадує про ці події в історії міста.
У місті є пам'ятник воїнам, загиблим під час Другої світової війни в боях за Генічеськ.

## Спорт

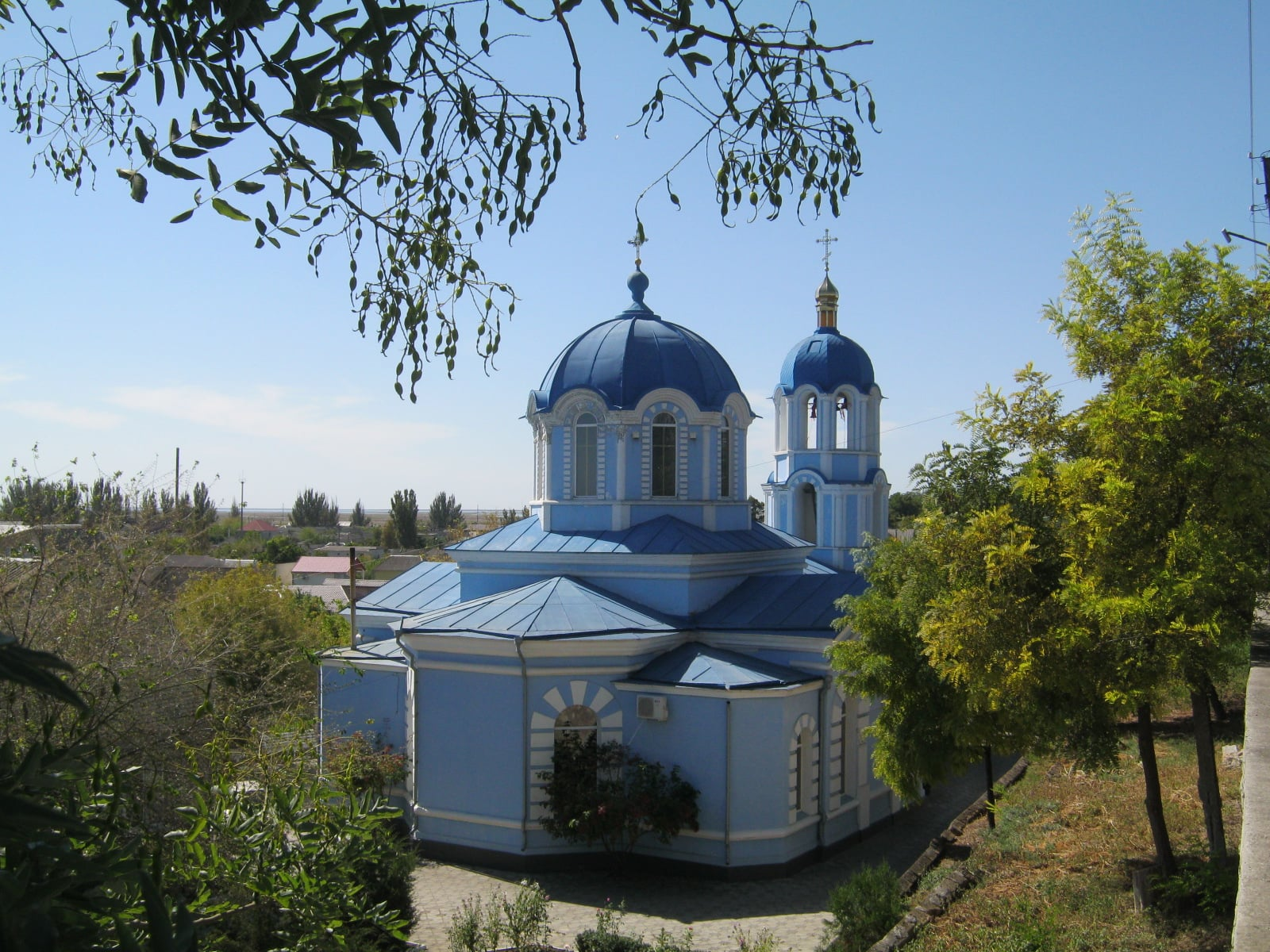
Храм Різдва Богородиці 1908 року побудови

У районі працюють 1 стадіон, 28 спортивних залів, 49 спортивних майданчиків, 2 дитячо-юнацькі спортивні школи, 5 фізкультурно-спортивних клуба, 9 підприємств та установ району проводять фізкультурно-оздоровчу роботу. У 2011 році буде збережена мережа закладів фізичної культури і спорту.

## Цікаві та маловідомі факти
- Станом на 1897 рік в Генічеську мешкало 2816 євреїв (34,9 % населення), у 1905 пройшов єврейский погром[25].
- Перебування в Генічеську під час німецько-радянської війни (1941—1945) хорватських та італійських спецпризначенців. Хорватів німці призначили Генічеськ і поставили завдання охорони узбережжя від радянських десантів і диверсантів. Як транспортні засоби скупуваті німці видали їм радянські катери і човни, конфісковані у місцевого населення, пообіцявши нову техніку пізніше. Але, як стверджує хорватський історик Ален Мілчич, його земляки все одно «рвалися в бій» і навесні 1942 року, коли Азовське море очистилося від льоду, вийшли в море для установки мін та підірвалися. Загинуло 25 осіб. Проте нестачі в поповненні не було: крім самих хорватів і невеликої частини німців, у підрозділі служило близько 200 колишніх радянських моряків.
- Як стверджує той же Ален Мілчич, коли легіонерів вирішили перевести в Маріуполь, влада Генічеська вирішила навіть перейменувати одну з вулиць міста в «Хорватську».
- У 1941 році загарбниками було знищено 300 євреїв[25].

- У другій половині XIX століття у Генічеську неодноразово виступав композитор Семен Гулак-Артемовський (його родичі мешкали на Арабатській стрілці).
- Письменник Антон Чехов (за фахом — лікар) у справах служби медичного інженера робочих місць промислових робітників соляних промислів побував у Сальковому та на Арабатській Стрілці. У місті Генічеськ відвідав театр «Гігант».
- Відомий широкому загалу «Костя-рибак», який «шаланды полные кефали в Одессу привозил», — онук генічеського рибалки на прізвище Ніколаєнко.

## Відомі особи
Уродженці міста:
- Бурлін Анатолій Андрійович — український футболіст, захисник «Черкаського Дніпра».
- Дайц Йосип Абрамович — український графік, професор Харківського художнього інституту.
- Деркачов Ілля Петрович (Деркач) — український та російський методист початкової школи, педагог, дитячий письменник, автор «Української граматики», виданої у 1861 році.
- Ліберман Йосип Меєрович — радянський математик.
- Малик Леонід Ананійович — український живописець.
- Мендель Юлія Володимирівна — прес-секретар Президента України.
- Нікітченко Віктор Олексійович — розробник логотипу Московської Олімпіади-80, мешканець смт Партизани.
- Павлов Володимир Іванович — український економіст. Доктор економічних наук, професор, Заслужений економіст України.
- Селіванова Олена Олександрівна — доктор філологічних наук, професор, заслужений працівник освіти України.
- Сопрун Сергій Іванович — український політик, Народний депутат України 3-го скликання.

Пов'язані з містом:
- Писанко Микола Миколайович — український художник, теоретик мистецтва, педагог.
- Сметанін Юрій Сергійович (1979—2016) — капітан Збройних сил України,учасник російсько-української війни[26].
- Скакун Віталій Володимирович (1996—2022) — український військовий, сапер інженерно-саперного відділення окремого батальйону 35-ї окремої бригади морської піхоти імені контр-адмірала Михайла Остроградського, Герой України (посмертно)